# アルミランテ・フェランデス (駆逐艦・初代)

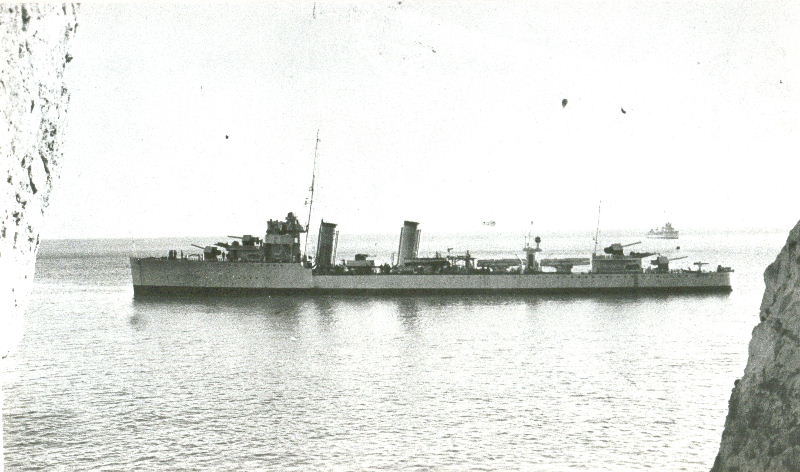
「アルミランテ・フェランデス」

アルミランテ・フェランデス (Almirante Ferrándiz) は、スペイン海軍の駆逐艦。チュルカ級。

## 艦歴
1929年就役。スペイン内戦では政府側所属であった。「アルミランテ・フェランデス」はジブラルタル海峡封鎖に参加した。政府軍の艦隊が北部で孤立している部隊の救援のためにカンタブリア海へ向かったときも、アフリカ・イベリア半島間の反乱軍の兵員輸送を阻止するため、「アルミランテ・フェランデス」は駆逐艦「グラビーナ」と共に海峡に残った。これに対し、反乱軍側は封鎖を破るために重巡洋艦「カナリアス」と軽巡洋艦「アルミランテ・セルベラ」を派遣した。
1936年9月26日、エスパルテル岬沖海戦で「アルミランテ・フェランデス」は「カナリアス」から6発の20.3cm砲弾を受けて大部分の乗員と共に沈没した。生存者は31人が「カナリアス」に、残りはフランス商船に救助された。